# Archisotoma quadrioculata
Archisotoma quadrioculata är en urinsektsart som beskrevs av Fjellberg 1988. Archisotoma quadrioculata ingår i släktet Archisotoma, och familjen Isotomidae. Arten är reproducerande i Sverige.